# Камйонка-Велика (гміна)
Гміна Камйонка-Велика (пол. Gmina Kamionka Wielka) — сільська гміна у південній Польщі. Належить до Новосондецького повіту Малопольського воєводства.
Станом на 31 грудня 2011 у гміні проживало 9791 особа.

## Площа
Згідно з даними за 2007 рік площа гміни становила 63.01 км², у тому числі:
- орні землі: 46.00%
- ліси: 47.00%

Таким чином, площа гміни становить 4.06% площі повіту.

## Солтиства
Богуша, За Горою, Кам’янка Велика, Кам’янка Мала, Королева Польська, Королева Руська (Горішня), Мистків, Мшаниця, Ямниця
Село без статусу солтиства: Ґраче

## Населення
Станом на 31 грудня 2011:
| Опис     | Загалом | Загалом | Чоловіки | Чоловіки | Жінки | Жінки |
| -------- | ------- | ------- | -------- | -------- | ----- | ----- |
| одиниця  | осіб    | %       | осіб     | %        | осіб  | %     |
| все      | 9791    | 100     | 4825     | 49.28    | 4966  | 50.72 |
| міське   | 0       | 100     | 0        |          | 0     |       |
| сільське | 9791    | 100     | 4825     | 49.28    | 4966  | 50.72 |

## Релігія
До виселення лемків у 1945 році в СРСР та депортації в 1947 році в рамках акції Вісла у селах гміни були греко-католицькі церкви парафії Королева Руська Грибівського деканату:
- Королева Руська (Горішня),
- Богуша[4].

## Сусідні гміни
Гміна Камйонка-Велика межує з такими гмінами: Ґрибув, Лабова, Навойова, Хелмець.